# Jemima Goldsmith
Pour les autres membres de la famille, voir Famille Goldschmidt.
Jemima Goldsmith, aussi connue de 1994 à 2013 sous le nom de Jemina Khan, née le 30 janvier 1974 à Londres, est l'ex-femme du joueur de cricket et homme politique pakistanais Imran Khan. Elle appartient à l'establishment anglais et est une ambassadrice représentant le Royaume-Uni pour l'UNICEF. Elle était une amie de la princesse Diana.

## Jeunesse
Jemima Khan est la fille du milliardaire Sir James Goldsmith et de Lady Annabel Vane-Tempest-Stewart (en), fille du 8e marquis de Londonderry. À la naissance de Jemima, les deux parents sont chacun mariés de leur côté. Après la naissance de son frère Zac, en 1975, chacun procède au divorce d'avec son époux respectif. Ils se marient en 1978.

Malgré ce mariage, le père de Jemima continue d'entretenir une relation avec une de ses maîtresses alors qu'il est aussi avec la mère de Jemima. Cette maîtresse n'est autre que la nièce de son épouse, Lady Cosima Somerset, fille d'un frère d'Annabel, marquis de Londonderry.
Ses parents auront un troisième enfant, Ben, né en 1980. En 1981, son père déménage à New York avec Laure Boulay de la Meurthe, sa dernière épouse, arrière-petite-fille du duc de Guise. Il laisse ainsi Jemima et ses frères dans leur maison du Surrey en Angleterre avec leur mère. 
Jemima est l'aînée. Elle a deux frères, Zac et Ben Goldsmith mais elle a aussi de nombreux demi-frères et sœurs: Isabel Goldsmith du premier mariage de son père, Alix et Manes du second mariage de son père et Jethro et Charlotte de la liaison de son père avec Laure Boulay de la Meurthe.
Du premier mariage de sa mère, elle a deux demi-frères, Rupert et Robin Birley, et une demi-sœur, India Jane Birley.
Malgré cette nombreuse famille, Jemima entretient une relation privilégiée avec son père pendant son enfance.
Excellente élève à la Francis Holland School, elle est aussi une très bonne cavalière. Elle aurait pu devenir professionnelle mais elle a choisi de continuer ses études.
En 1993, elle entreprend des études littéraires à l'université de Bristol.
En 1995, dans une boîte de nuit, elle rencontre Imran Khan, un célèbre joueur de cricket pakistanais. Bien qu'il ait plus de deux fois son âge, elle est attirée par Imran, un charismatique diplômé d'Oxford. L'idéologie politique et religieuse de cet homme l'intéresse énormément. Sa curiosité est piquée au vif, elle commence à étudier l'islam et finit par se convertir.

## Mariage et politique
En mai 1995, elle épouse Imran Khan à Londres. La cérémonie est célébrée en ourdou. Les tabloïds trouvent à cette union un charme unique qu'ils prétendent dû à un nouveau et multiculturel Royaume-Uni.
Imran a l'intention de poursuivre une carrière politique au Pakistan comme leader du Mouvement du Pakistan pour la justice qu'il fonde en 1996. Avec son mari, Jemima travaille inlassablement à la concrétisation de leur projet. Elle arrive à parler couramment l'ourdou et elle a son premier fils Suleiman en 1997. Elle milite pour l'alphabétisation au Pakistan. Son second fils, Qasim, est né en 1999. Ses deux fils semblent assez doués au cricket, ce qui fait la fierté de leur père.
Après avoir déménagé au Pakistan avec son mari, elle se lance dans les affaires en créant une marque de ketchup et des vêtements « Jemima Khan » qui ont été arrêtés en 2001. Tous les bénéfices de ses entreprises étaient versés au Shaukat Khanum Memorial Cancer Hospital, Shaukat Khanum étant le nom de sa belle-mère.
À Lahore, les Khan vivent une vie très simple, dans la tradition. Ils habitent dans la maison familiale avec le reste de la famille. Elle expliquait : « Je pense que le fait que je sois jeune quand j'ai commencé à vivre comme ça était primordial. Je n'aurais pu accepter un tel changement maintenant. »
Le fait qu'elle ait des ancêtres juifs a de grandes conséquences sur la carrière politique de son époux. Elle est vilipendée dans beaucoup de journaux pakistanais. Des groupes religieux demandent que sa citoyenneté pakistanaise soit révoquée. Les Khan ont été arrêtés pour contrebande d'antiquités. Il s'est avéré que les charges retenues étaient fausses. C'est cette histoire qui a mis énormément de pression sur son mariage. De cette période, elle dira : « J'étais anticonformiste, et j'ai dû faire deux fois plus d'efforts pour montrer ma bonne volonté du fait de mes origines juives. J'étais son talon d'Achille politiquement alors qu'il était honnête et non corrompu. »
Son mariage a encore souffert quand on a découvert qu'une autre héritière britannique, Sita White, avait eu un enfant d'Imran Khan avant le mariage de celui-ci avec Jemima. Bien qu'Imran Khan ait vigoureusement refusé la paternité, plusieurs sources semblent confirmer qu'il est bien le père de Tyrian.

## Retour à Londres
Jemima Khan déménage à Londres en 2003 pour préparer une maîtrise sur la religion à l'École des études orientales et africaines. Imran Khan annonce en juin 2004 que lui et Jemima ont divorcé à l'amiable. Jemina vit au Royaume-Uni pendant que ses enfants passent leur temps entre le Pakistan et le Royaume-Uni. Elle fréquente ensuite l'acteur Hugh Grant puis Russell Brand.